# Suzanne Le Peletier de Saint-Fargeau

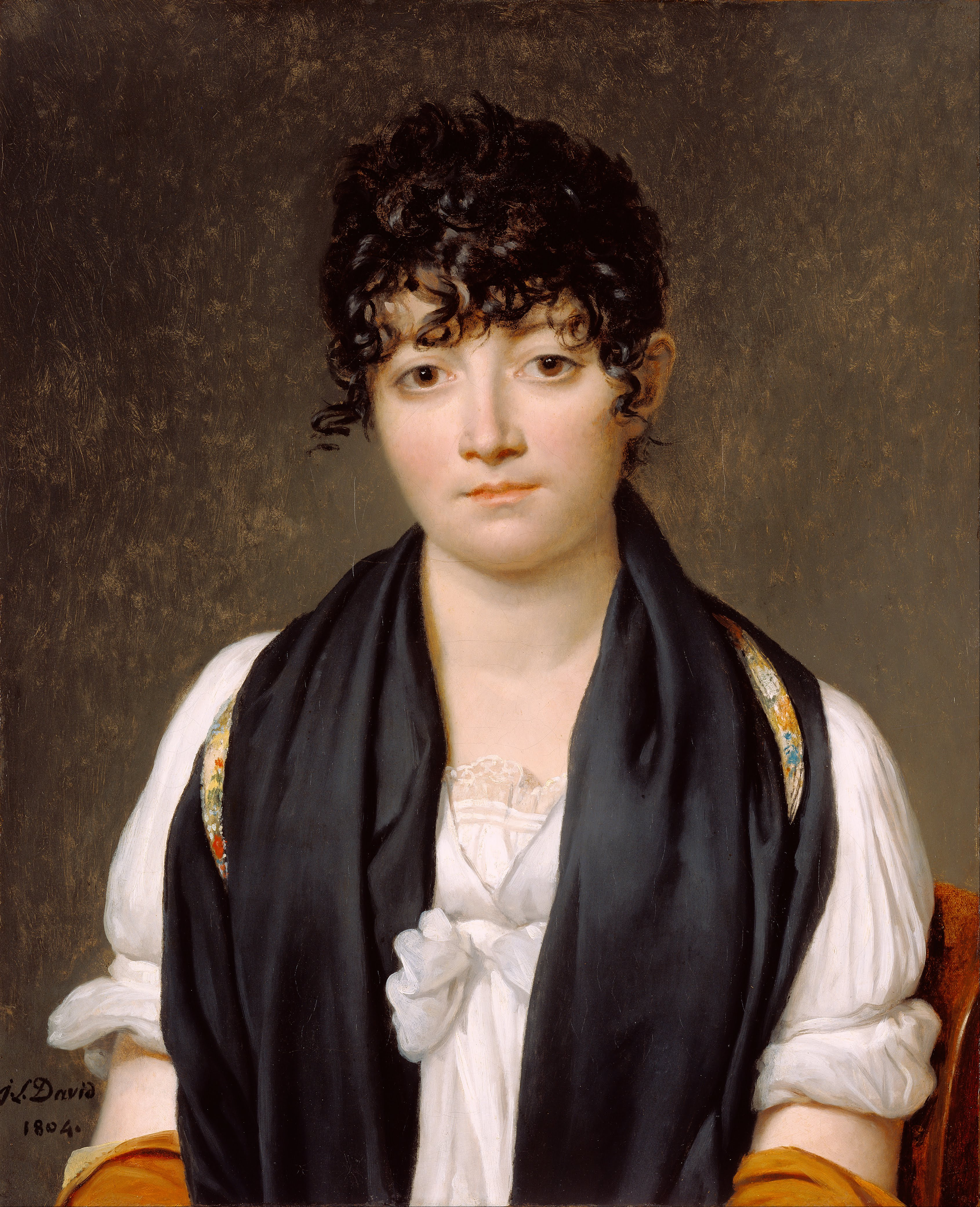
Portret door Jacques-Louis David (1804)

Suzanne Louise Le Peletier de Saint-Fargeau (Parijs, 1 maart 1782 – Saint-Fargeau, 19 augustus 1829) was een Franse aristocrate. Als dochter van de vermoorde revolutionair Lepeletier werd ze een symbool van de natie, maar na een mislukt huwelijk distantieerde ze zich van de Franse Revolutie en werd ze royalistisch.

## Leven
Suzanne was de dochter van Marie Louise Adelaïde Joly en Louis Michel Lepeletier, markies van Saint-Fargeau. Na de contrarevolutionaire moord op haar vader, vanwege diens stem voor de doodstraf van Lodewijk XVI, werd ze op elfjarige leeftijd wees. Haar oom Félix bracht haar mee naar de Nationale Conventie, waar ze werd geadopteerd door de Franse natie. Félix Lepeletier kreeg de voogdij over Suzanne, maar hij verloor deze met zijn andere burgerrechten toen hij werd vervolgd in de samenzwering van Babeuf. Hierdoor werd ze op vijftienjarige leeftijd geëmancipeerd, op voorwaarde dat haar gouvernante, Madame Halm, bij haar bleef. 
Niettemin verzetten haar ooms zich tegen haar voornemen om te trouwen met een Nederlander, de met schulden beladen Jean-François de Witt. Ze riepen de familieraad bijeen en in 1797 verzochten ze het Directoire om Le Peletier ervan te weerhouden zichzelf te "denationaliseren" door met een Nederlander te trouwen. Daarop volgden publieke debatten over staatsburgerschap en de invloed daarop van het huwelijk, in het bijzonder voor vrouwen. Degenen die haar steunden, zagen niet af van het door de vader gedomineerde gezin, maar benadrukten uitzonderlijk dat jonge vrouwen individuele rechten en rationaliteit hadden. Onder hen was Sébastien Erard, die haar een piano stuurde. Degenen die haar ooms steunden, herinnerden eraan dat ze de "eerste dochter van de republiek" was en ontzegden haar het vermogen een onafhankelijk burger van Frankrijk te zijn. 
Uiteindelijk maakte de Raad van Vijfhonderd geen bezwaar tegen Le Peletiers huwelijk met De Witt. Ze trouwden op 30 maart 1798, maar hun echtverbintenis hield geen stand en eindigde op 22 maart 1802 in een echtscheiding. Le Peletier zocht toenadering tot haar royalistische neven en verloofde zich in 1804 met een van hen, Léon François Louis Le Peletier de Mortefontaine. Voor die gelegenheid schilderde Jacques-Louis David haar portret. Ze is afgebeeld in de neo-Griekse mode van die tijd, met kort haar in losse krullen. Uit het huwelijk, dat volgde in 1806, werden twee kinderen geboren. Een van hun nakomelingen is de schrijver en academicus Jean d'Ormesson.